# La Chapelle-Saint-Maurice
La Chapelle-Saint-Maurice település Franciaországban, Haute-Savoie megyében. Lakosainak száma 118 fő (2022. január 1.). La Chapelle-Saint-Maurice Bellecombe-en-Bauges, Entrevernes, Leschaux és Saint-Eustache községekkel határos.

## Népesség
A település népességének változása:
| Lakosok száma | 134  | 128  | 124  | 119  | 116  | 115  | 113  | 115  | 118  |
|               | 2013 | 2015 | 2016 | 2017 | 2018 | 2019 | 2020 | 2021 | 2022 |